# Guilakoura
Guilakoura est une localité située dans le département de Midebdo de la province du Noumbiel dans la région Sud-Ouest au Burkina Faso.

## Géographie
Guilakoura est situé à 10 km au nord de Midebdo sur la route menant à Gaoua.

## Santé et éducation
Le centre de soins le plus proche de Guilakoura est le centre de santé et de promotion sociale (CSPS) de Midebdo tandis que le centre médical avec antenne chirurgicale (CMA) de la province se trouve à Batié.